# Pascal Jean Marcel Wintzer
Pascal Jean Marcel Wintzer (Rouen, 18 de dezembro de 1959) é um prelado francês da Igreja Católica, arcebispo de Sens desde agosto de 2024.

## Biografia

### Treinamento
Depois de estudar no internato Jean-Baptiste-de-La-Salle em Rouen, seguido de um primeiro ano de direito na Universidade de Rouen-Mont-Saint-Aignan , ele entrou no seminário de Paray-le-Monial onde seguiu seu primeiro ciclo antes de ingressar no Séminaire Saint-Sulpice d'Issy-les-Moulineaux. Após a ordenação, concluiu a sua formação com um ciclo de estudos teológicos no Instituto Católico de Paris, onde obteve o grau de mestre em teologia dogmática.

### Sacerdote
Depois de ser ordenado sacerdote em 27 de junho de 1987 para a diocese de Rouen exerceu o ministério paroquial, como vigário em Mesnil-Esnard, depois como pároco em Mont-Saint-Aignan, enquanto capelão das escolas públicas de Rouen de 1989 a 1996. Em seguida, dedicou-se ao ensino, como treinador e diretor espiritual no seminário Saint-Sulpice de Issy-les-Moulineaux de 1996 a 1999 e como palestrante no Instituto de Estudos Religiosos do Instituto Católico de Paris a partir de 1998 a 1999.
Ao nível diocesano, foi responsável pela capelania da educação pública de 1991 a 1996, depois responsável pelo serviço vocacional de 1996 a 2005. Foi também vigário-geral de 1999 a 2004 e depois de 2006 a 2007.

### Bispo e administrador
Nomeado bispo auxiliar de Poitiers, com a dignidade de bispo titular de Rusadus, em 2 de abril de 2007. Foi ordenado bispo em 19 de maio seguinte por Albert Rouet, arcebispo de Poitiers, assistido por Jean-Charles Descubes, arcebispo de Rouen e o antecessor deste último, Joseph Duval, arcebispo emérito de Rouen. No dia da sua nomeação, tornou-se o bispo mais jovem da França, sucedendo a Thierry Brac de La Perrière, bispo auxiliar da Arquidiocese de Lyon. Desde março de 2010, ele preside o Observatório de Fé e Cultura da Conferência dos Bispos da França.
Em 12 de fevereiro de 2011, após a retirada da Rouet, foi nomeado Administrador Apostólico da diocese. Durante a vacância, que durou um ano, ele teve de enfrentar as muitas previsões sobre o sucessor do assento de São Hilário, de fato seu antecessor Albert Rouet julgado como progressista em muitos lugares, os rumores eram de que a Santa Sé procurava um bispo mais fiel à linha de Roma. Pascal Wintzer, portanto, publicou uma atualização para chamar os fiéis à calma.
Desde novembro de 2009 é membro do grupo de trabalho "Ecologia e Meio Ambiente" organizado por Marc Stenger.

### Arcebispo Metropolitano de Poitiers
Em 13 de janeiro de 2012, na Solenidade de Santo Hilário de Poitiers, Pascal Wintzer foi nomeado arcebispo de Poitiers. Assim, aos 52 anos, ele se tornou o mais jovem arcebispo da França. Foi empossado na catedral de Poitiers em 18 de março de 2012 e recebeu no dia seguinte, 29 de junho, o pálio das mãos do Papa Bento XVI .
Em março de 2012, ele decidiu iniciar uma série de visitas pastorais à sua arquidiocese, começando pelo território de Bocage Bressuirais. O objetivo desta série foi visitar cada território de sua jurisdição como e quando se encontrar com cada comunidade local para conhecê-la e se dar a conhecer. De 20 de outubro de 2013 a 18 de fevereiro de 2014, visitou todo o território de Poitiers, que terminou com uma missa de encerramento na presença da comunidade local, onde Wintzer exortou os seus fiéis a “continuarem a sua missão de testemunho na vida quotidiana”. .
Em maio de 2012, ele assinou um novo decreto sobre o funcionamento da diocese pelas estruturas diocesanas e sobre o papel dos sacerdotes nelas. Na verdade, este decreto já estava nos planos do seu antecessor, mas ele retirou os termos de paróquia e pároco em benefício das comunidades locais. Este documento foi alvo de fortes críticas e de um pedido de intervenção da Santa Sé, após a sua instalação Wintzer teve em conta as observações da Santa Sé em particular ao reintroduzir os termos sacerdote e paróquia..
Em 23 de fevereiro de 2014, ele consagrou o Bispo Francis Bestion, novo Bispo da Diocese de Tulle. Em 28 de março de 2016, Wintzer é eleito pela assembleia-geral da Conferência Episcopal da França para um primeiro mandato de três anos como membro de seu conselho permanente como bispo de uma diocese de 500.000 a um milhão de habitantes.
No domingo 26 de junho de 2016 ele anuncia a convocação de um sínodo diocesano para o ano de 2017 sobre o tema "Com as novas gerações, para viver o Evangelho", sendo formadas equipes sinodais, mas também criados meios eletrônicos para propor um "e-sínodo". Em particular, ele deseja centrar o sínodo no acolhimento dos recém-chegados às paróquias. A cerimônia de abertura ocorreu em 15 de janeiro..

### Arcebispo Metropolitano de Sens
Em 6 de agosto de 2024 foi nomeado pelo Papa Francisco, arcebispo de Sens. Sua instalação está prevista para 6 de outubro.